# 古野伊之助
古野 伊之助（ふるの いのすけ、1891年（明治24年）11月13日 - 1966年（昭和41年）4月24日）は「同盟通信社」を運営した日本の通信事業経営者。

## 経歴

### 満州事変まで
1891年11月13日、三重県朝明郡富田村（現在の四日市市）に織物業を営む古野宗七の長男として生まれた。5歳のとき、父が事故で亡くなると一家は経済的に逼迫した。高等小学校を卒業した年に上京。洋品店の小僧、次いで株屋の店員として働きながら神田の国民英学校へ通った。1909年から京橋区瀧山町六番地のAP通信東京支局で給仕として働いた。当時の支局長は元ワシントン・ポスト特派員のジョン・ラッセル・ケネディ(John Russel Kennedy)というアイルランド人であった。
1912年（大正元年）に改めて東京支局の正社員として採用されたが翌年に辞め、通っていた早稲田大学専門部政治経済科も中退。アメリカに移住しようと計画したが、現地では日本人排斥運動が盛り上がり容易に行ける状態ではなかった。1914年、偶然に再会したケネディから国際通信社(国際)に誘われ入社した。1913年、渋沢栄一は日米摩擦を憂慮して国際理解増進のため日本のニュースを海外におくる通信社を立案、国際が誕生した。しかしロイター通信は国際が自主的に外国へニュースを供給することを認めず渋沢の意図は失敗した。
1920年、国際の北京支局が設置されると1923年まで赴任、風見章、市川正一と机を並べていた。臨城事件では日本の記者という第三者の立場だったが北京外交団のやり方に反発、胡霖と組み謀議を告発して列国の共同警備案を潰そうとした。この事件からロイター通信のような巨大な組織の軛から脱し、自国のニュースを障壁なく自由に発信。国際世論に訴えることができる通信自主権の回復が日本の通信社に必要であると痛感し外務省に働きかける一方、陸軍省の駐在武官たち土肥原賢二、鈴木貞一、板垣征四郎や在外公館の吉田伊三郎と交際をした。外務省や渋沢がケネディに不信感を持つと追い出し工作を行い、専務理事に岩永裕吉を推した。1926年にロンドン支局より戻り「国際」と東方通信社が合併し日本新聞聯合社が創設されると社長の岩永裕吉を支え1931年（昭和6年）より総支配人の地位にあった。

### 太平洋戦争終結まで
1931年、満州事変を契機としてメディアの積極活用により国際世論へ働きかけたい関東軍と聯合の奉天支局長より相談をうけた。この年の12月19日、岩永裕吉は「満蒙通信社論」を文書で送った。国より特権を与えられた唯一の通信社にニュースの無線放送を許すという論文は満洲国通信社(国通)結成の契機となった。1934年に関東軍の要請により「満州弘報協會結成要綱案」を提出した。強力な通信社に通信網を独占させ、複数ある新聞社の資本を統合し、両者を包括したメディア組織を作るという実験は後に生かされた。1936年、競合関係にあった日本電報通信社(電通)と聯合が合併し同盟通信社が結成されるときに全国紙、地方紙が絡んだ騒動が起きた。周囲の反発に晒された岩永を励まし切り札があると説得。その通りに国際放送電報規則が改正され電通の外信とのラインが断ちきられた。また鈴木貞一を説得し同盟結成の後押しをさせ、同盟を指導監督する各省相乗りの出先機関「情報局」で陸軍が主導権が握った。
同盟では常務理事に就任。風見章の紹介で昭和研究会に招かれ委員に就いた。盧溝橋事件が起きると国通と協力し取材の陣頭指揮をとり、1938年には近衛内閣の板垣陸相就任工作に協力した。1939年に岩永の後を継いで同盟通信社の社長となった。1939年、同盟の機構改革を行い常務理事が兼任していた局長を社員(松本重治、鷹嘴寿、塚本義隆)から任命した。同盟設立時に合流した逓信省出身の畠山敏行、電通出身の上田碩三、外務省出身の堀義貴たち常務理事は主査に就任した。1940年10月、「報道報国、正確迅速、大同結盟」をスローガンとして職制改革を行った。1941年より社団法人「日本映画社」の社長も兼任した。
1940年（昭和15年）の暮れ、都内有力新聞社の代表を招いて新聞界における協力団体設立を提案、統制を避けられないならば自主的に参加しようとする気運により全国有力新聞紙と同盟通信社を社員として自治的統制団体の「日本新聞連盟」が1941年に設立され理事に任命された。連盟の理事は新聞界と別に政府側参与の席が設けられていた。参与理事の吉積正雄は1941年（昭和16年）9月、理事会へ新聞社の統合に関する審議を諮問した。他の理事とともに協議したが会議が紛糾したため、同年10月、理事長の田中都吉より連盟の答申案を作成する小委員会が設置され同委員会の委員に選出された。
1941年11月5日に小委員会より理事会へ出された答申案が全国の新聞を一つにした新聞共同會社の設立を含む点に賛成と反対の意見が出た。中でも政府参与の奥村喜和男と正力松太郎は激しく議論した。最終的に理事長の衆議統裁に決すると決まり、同年11月24日、意見書が政府へ提出された。これを契機として政府は同月28日に「新聞の戦時体制に関する件」を閣議決定し、開戦を挟んで、同年12月13日に国家総動員法に基づく新聞事業令が公布された。同令に基づき内務省は全国の新聞104紙へ新団体の創設を命令、1942年（昭和17年）2月5日「日本新聞會」が創設された。会長は田中都吉、理事長は不破磋磨太、理事は岡村二一、福岡日日の浦忠倫が任命された。

### 戦後
1945年（昭和20年）2月24日、貴族院議員に勅選された（同年12月13日辞任）。10月31日、同盟通信社は解散した。
同年12月2日、連合国軍最高司令官総司令部は日本政府に対し逮捕するよう命令（第三次逮捕者59名中の1人）、同月12日に戦犯容疑で巣鴨刑務所に収容された。
1946年（昭和21年）8月31日までに不起訴となり巣鴨を出所。この後公職追放の対象となり京王多摩川駅近くに隠棲した。隠棲中は畑仕事を楽しんでいたが、当時の自宅近くで建設が予定されていた日本サイクリスト・センター（現在の日本競輪学校）の用地買収において折衝の仲介を行い、以後は当時の競輪中央団体に顧問として加わり運営の不味さから政界やマスコミより非難の的であった競輪界に協力する。

### 死去まで
以降、一線を退くが通信界に隠然たる勢力を有した。公職としては日本新聞通信調査会会長、日比谷会館社長、東京タイムズ取締役、時事通信社取締役、共同通信社理事、国際電信電話株式会社の監査役、日本電信電話公社の経営委員会委員長が知られる。緒方竹虎による内閣情報局構想が世間をにぎわせた時にも名前が出た。
- 1963年（昭和38年）：日本新聞文化賞を授与される。
- 1965年（昭和40年）：勲二等旭日重光章を授与される。
- 1966年（昭和41年）4月24日：心筋梗塞にて死去。築地本願寺にて葬儀がとりおこなわれる。（葬儀委員長松本重治）

## 評価
1990年代以降、情報局の新聞統合策、同盟通信社の研究論文が多く出てきている。西山武典、有山輝雄の手による『近代日本メディア史資料集成』（全21冊。1999年〜2000年）。新書だが里見脩の『ニュースエージェンシー』(2000)が知られる。
朝日新聞の鈴木文四郎は「新聞を統制して、その最高権力を掌握する野心的策謀を試みた」とみる一方で、岡村二一は「個人的な名誉や金銭には恬淡で、公的観念や正義感が強く国士としての風格があった」と証言した。満州弘報協会の森田久は「自分もあやつり人形だった」と述懐した。
御手洗辰雄の『新聞太平記』は同盟の電通株式取得について「天一坊」「尻をまくった雲助」との表現を用い、戦後も株主としての権利行使、その他一切の重要事項に携わる機関であった共同管理委員会が時事、共同、電通の代表より構成される点を踏まえながらなお支配をしていると名指しで非難した。同著には連合時代の話として、年末の忘年会で銀座を歩いていた連合社員が電通の自社ビルの偉容を前に、正月の餅代さえ出ない我が身の寂しさに言葉少なになったところ、不敵に笑いながら「俺達が入るのにいいものを建ててくれたじゃないか」と周囲に語ったとしている。なお、市政会館に移る以前、電通ビルに同盟本社が置かれた。
その影響力は解散した同盟の目的であった地方紙の庇護につながった。イガグリ頭のチョビ髭で村夫子(田舎の学者か先生)然とした風貌だが全国紙に対して「あの資本主義新聞ども、ぶっつぶしてやる」と周囲に語っていた。
岩崎昶の『根岸寛一』は大映画人の根岸の伝記だが瀧山町の給仕に応募した際に一緒に面接を受けたことで知り合い、それから根岸が危機に陥るたびに手を差し伸べた様子を描いている。岩崎は両者の交流を水魚の交わりだったとしている。親や親戚に頼れず経済的に苦しい少年時代を過ごしたため、同盟社長時代に「社会有用の人材を育成に資するとともに、教育の機会均等に寄与する」ことを目的とした奨学金を創設した。

## 栄典
- 1940年（昭和15年）8月15日 - 紀元二千六百年祝典記念章[4]

## 文献
- 『古野伊之助』古野伊之助伝記編集委員会 1970年
- 鳥居英晴『国策通信社「同盟」の興亡 通信記者と戦争』花伝社 2014年 ISBN 978-4-7634-0708-5
- 里見脩『ニュース・エージェンシー 同盟通信社の興亡』中央公論新社〈中公新書〉 2000年 ISBN 4121015576